# Laura Ingalls Wilder
Laura Elizabeth Ingalls Wilder (Pepin, Wisconsin, 7 de Fevereiro de 1867 –  em sua casa Rocky Ridge, 10 de Fevereiro de 1957) foi uma escritora norte-americana. Escreveu a série de livros infanto-juvenis "Little House on the Prairie", mais conhecida no Brasil por sua adaptação para TV, que ganhou o título Os Pioneiros e em Portugal como Uma Casa Na Pradaria, contando a história de sua família no meio-oeste americano. Laura nasceu em uma pequena cabana de troncos, à beira da Grande Floresta do Wisconsin, viajava com a família de carroça através do Kansas, Minnesota e, finalmente, do Território de Dakota, onde conheceu e casou com Almanzo Wilder. Laura e Almanzo foram pais de Rose Wilder Lane, uma escritora de viagens, novelista e teorista política.

## Biografia

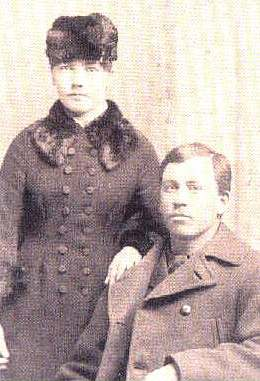
Laura e seu marido, Almanzo

Laura Elizabeth Ingalls Wilder, nasceu em 1867, numa pequena cabana de troncos, à beira da Grande Floresta do Winsconsin. Ao longo dos anos, viajou com a família de carroça através de Kansas, Minnesota e, finalmente, do Território de Dakota, onde conheceu e casou com Almanzo Wilder.
Era uma vida de privações e trabalho árduo. As colheitas eram destruídas por tempestades e enxames de gafanhotos. Porém, o mais importante e mais ressaltado nos seus livros eram os momentos felizes de amor e riso, passeios de trenó, festas em feriados e eventos sociais. Os livros descrevem com vigor a história da família Ingalls e reproduzem com perfeição o verdadeiro espírito pioneiro americano. Em De Smet, Dakota do Sul, ela conheceu e casou com Almanzo James Wilder. Depois de namorarem por dois anos e meio, casaram-se em 25 de Agosto de 1885, com a noiva vestida de preto.
Depois de se casarem, passaram 4 anos tentando fazer plantações. Estas foram destruídas por um incêndio que também destruiu a casa "Manly", que Almanzo tinha trabalhado duramente para construir. Em 5 de Dezembro de 1886, em De Smet, nasceu Rose, a primeira filha de Laura e Almanzo. Em Agosto de 1889, Laura teve um bebê menino que morreu logo depois.
Os Wilder passaram muitos anos morando com vários membros da família enquanto Almanzo ganhava novamente forças após sofrer da difteria, o que resultou na sua paralisia parcial. Em 1890, Laura, Almanzo e Rose moraram com os pais de Almanzo em Spring Valley, Minnesota. Entre 1891 e 1892, os três mudaram-se para Westville, Flórida na esperança de que o clima mais quente ajudasse as pernas de Almanzo. Laura odiou morar lá e então voltaram para De Smet. Em Julho de 1894, partiram para sua casa definitiva em Mansfield, Missouri, onde compraram a fazenda Rocky Ridge. Laura faleceu em 10 de Fevereiro de 1957, na sua casa, sendo a última sobrevivente dos pioneiros da família Ingalls.

## Família Ingalls

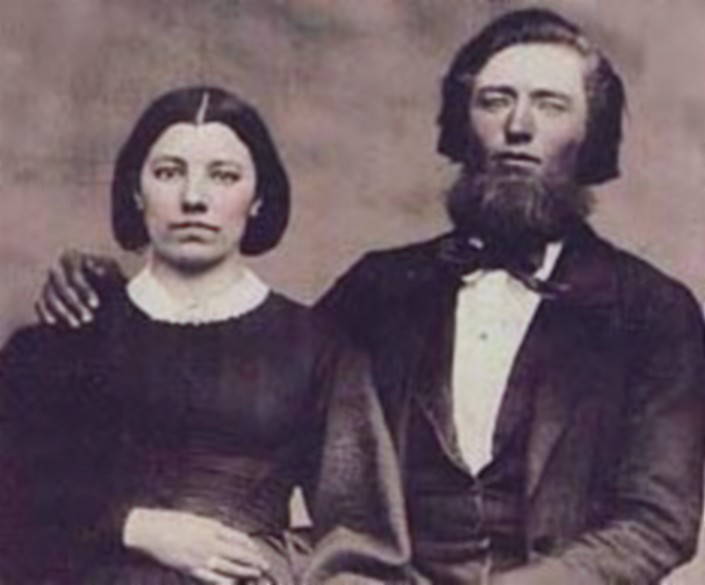
Caroline e Charles Ingalls

### Charles
Chamado carinhosamente de Pa, era o pai de Laura e suas irmãs. Charles Phillip Ingalls nasceu em 10 de Janeiro de 1836, em Cuba, Nova Iorque. Filho de Landsford e Laura Ingalls, casou-se com Caroline Lake Quiner Ingalls em Concord, Wisconsin, em 1 de Fevereiro de 1860. Faleceu dia 8 de Junho de 1902 em De Smet com 66 anos.

### Caroline
Chamada carinhosamente de Ma, era a mãe de Laura e suas irmãs. Caroline Lake Quiner Ingalls nasceu em 12 de Dezembro de 1839 em Brookfield Township, Waukesha, Wisconsin. Filha de Henry e Charlotte Quiner, quando tinha apenas sete anos de idade, perdeu o pai. Três anos após a morte de Henry, Charlotte, a mãe de Caroline, casou-se novamente com Frederick Holbrook. Caroline ensinou dois trimestres em uma escola quando tinha apenas 16 anos até se casar com Charles Phillip Ingalls, em Concord, Wisconsin, em 1 de Fevereiro de 1860. Faleceu dia 20 de Abril de 1924 com 85 anos.

### Mary

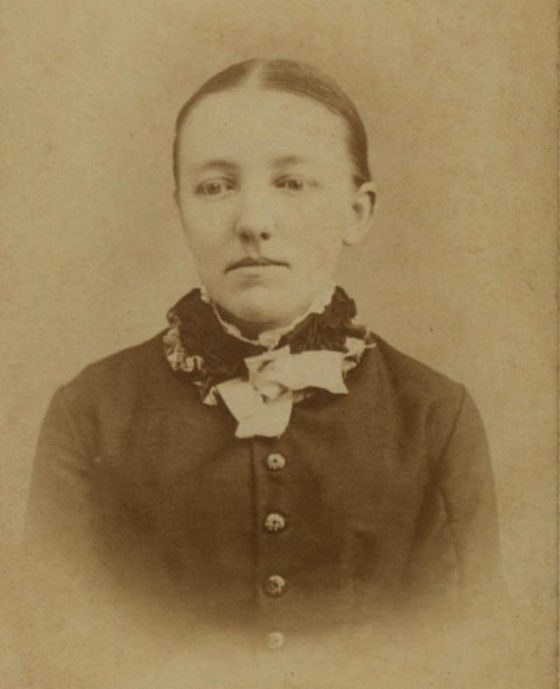
Mary Ingalls. Ela já estava cega quando a foto foi tirada.

Mary era a irmã mais velha de Laura. Mary Amelia Ingalls, foi a primeira filha de Charles e Caroline Ingalls, nascida em 10 de Janeiro de 1865 em Pepin, Wisconsin. Quando Mary tinha 14 anos de idade, ela ficou seriamente doente. Sua doença, descrita como escarlatina e meningite, resultou num derrame que a deixou cega. Então, Laura tornou-se os "olhos de Mary", descrevendo tudo ao redor delas.
Em 1881, o Território de Dakota pagou a Mary para estudar na escola para cegos Iowa School for the Blind in Vinton em Iowa (também conhecido como Iowa Braille and Sight Saving School). Ela se graduou em 1889, e retornou a De Smet, Dakota do Sul para morar com seus pais. Como a maioria das mulheres cegas desse tempo, Mary nunca se casou e morou com seus pais até a morte deles. Depois, Mary passou a viver com Grace e seu marido. Mary faleceu em 17 de Outubro de 1928 com 63 anos, em Keystone, Dakota do Sul, na casa de sua irmã caçula, Carrie.

### Carrie
Caroline Celestia Ingalls, mais conhecida como Carrie, foi a terceira filha de Charles e Caroline Ingalls, nascida em 3 de Agosto de 1870, em Montgomery County, Kansas.
Carrie realmente havia nascido durante os eventos que ocorreram em "Uma Pequena Casa na Campina" (2º livro da série). Em "Uma Pequena Casa na Floresta" (1º livro) teve a 'bebê Carrie', e "Uma Pequena Casa na Campina" (2º livro) aconteceu depois, então Laura não podia escrever em torno deste fato. Então Carrie viaja com a família para o Kansas, embora tecnicamente ela não tivesse nascido ainda. Após terminar escola, Carrie trabalhou para um jornal em De Smet, e mais tarde para grandes jornais. Carrie conheceu David Swanzey em Black Hills. David era um viúvo com dois filhos pequenos, Mary e Harold. Carrie e David se casaram em 1º de agosto de 1912 em Rapid City, South Dakota. Carrie criou os filhos de David, e em 2 de junho de 1946, veio a falecer em Rapid City deixando a irmã mais velha, Laura, como o último membro sobrevivente da família Ingalls.

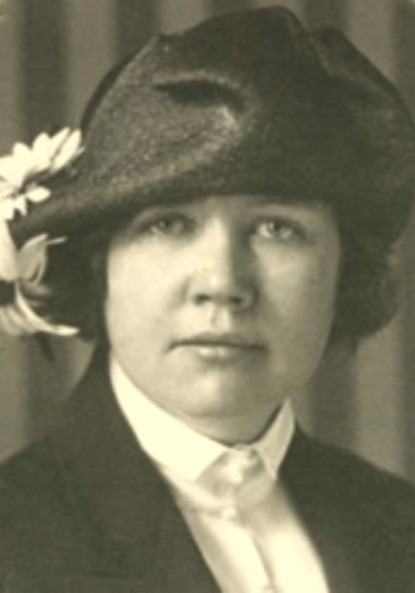
Rose Wilder Lane

### Freddie
Charles Frederick Ingalls Jr., mais conhecido como Freddie, foi o quarto e único filho de Charles e Caroline Ingalls, nascido em 1º de Novembro de 1875, em Walnut Grove, Minnesota. Quando tinha 9 meses de idade, o bebê começou a perder peso e apesar de ter sido chamado um médico, o bebê Freddie faleceu em 27 de Agosto de 1876.

### Gracie

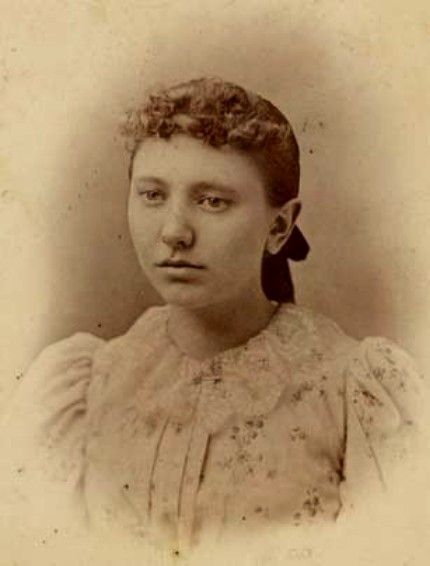
Grace Ingalls Dow

Grace Pearl Ingalls, foi a quinta e última filha de Charles e Caroline Ingalls, nascida em 23 de Maio de 1877. Grace tinha apenas oito anos de idade quando Laura se casou, assim, desempenhou apenas um papel secundário no último livro da série, sempre como uma menininha que sempre tentava ajudar, mas que sempre causava problemas e fazia bagunça. Grace também seguiu sua mãe e Laura e se tornou uma professora em uma escola perto de De Smet, Dakota do Sul. Em 16 de Outubro de 1901, Grace se casou com Nathan William Dow, na casa da Família Ingalls, na sala frontal. Ela cuidou de sua irmã mais velha, Mary, após a morte de sua mãe. Grace nunca teve nenhum filho e morreu em Manchester, Dakota do Sul, em 10 de Novembro de 1941.

## Família Wilder

### Almanzo

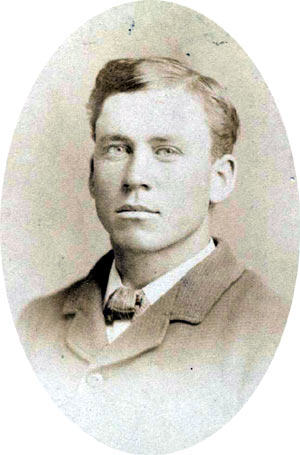
Almanzo Wilder

Almanzo James Wilder foi o marido de Laura. Filho de Laura Ann Wilder e Harrison Lomanzo Howard, nasceu em 13 de Fevereiro de 1857 em Nova Iorque. Casou-se com Laura em 25 de Agosto de 1885. Faleceu em 23 de Outubro de 1949 em Missouri e foi enterrado em Mansfield, Missouri.

### Rose
Rose Wilder Lane foi a filha mais velha de Laura e Almanzo. Nasceu em 5 de Dezembro de 1886 em Danbury. Casou-se com Claire Gillette Lane em 24 de Março de 1909. Divorciaram-se em 1918/1920. Faleceu em 30 de Outubro de 1968 em Danbury.

## Obras
- 1º: Uma Casa na Floresta
- 2º: O Jovem Fazendeiro  (ou O Rapaz da Quinta ou O Pequeno Fazendeiro)
- 3º: Uma Casa na Campina
- 4º: A Beira do Riacho
- 5º: Às Margens da Lagoa Prateada
- 6º: O Longo Inverno
- 7º: Uma Pequena Cidade na Campina
- 8º: Anos Felizes
- 9º: Os Quatro Primeiros Anos
- 10º: O Longo Caminho de Casa (publicado postumamente)